# Avemetatarsalia
Avemetatarsalia (significando "ametatarsos de aves") é um clado estabelecido pelo paleontólogo britânico Michael Benton em 1999 para todos os arcossauros que estão mais perto das aves do que dos crocodilos.
Uma descrição do pequeno arcossauro Scleromochlus com uma cladística análise de sua posição filogenética demonstrou que Scleromochlus é mais próximo dos dinossauros do que dos Crurotarsi (grupo onde se encontram os crocodilos), porém Jacques Gauthier o considerou como um não-Ornithodira, pois o grupo contém o último ancestral comum dos dinossauros e dos pterossauros, assim como todos os seus descendentes, no caso das aves, descendentes dos dinossauros.
Em 2001, o grupo foi renomeado para Panaves (significando "todas as aves", em latim) pelo paleontólogo Jacques Gauthier, definido como o grupo que engloba o maior grupo de arcossauros incluindo as aves, mas não a Ordem Crocodylia.

## Taxonomia
Os Avemetatarsalia engloba o gênero Scleromochlus e o grupo Ornithodira, que por sua vez engloba os Pterossauros e os Dinosauromorpha.
Os Dinosauromorpha englobam os gêneros Dromomeron e Lagerpeton, além dos Dinosauriformes.
Os Dinosauriformes englobam os gêneros Eucoelophysis, Lagosuchus, Lewisuchus, Marasuchus, Pseudolagosuchus, Sacisaurus e Silesaurus, além dos dinossauros, que por vez, engloba todas as aves.